# Pratt & Whitney R-1340

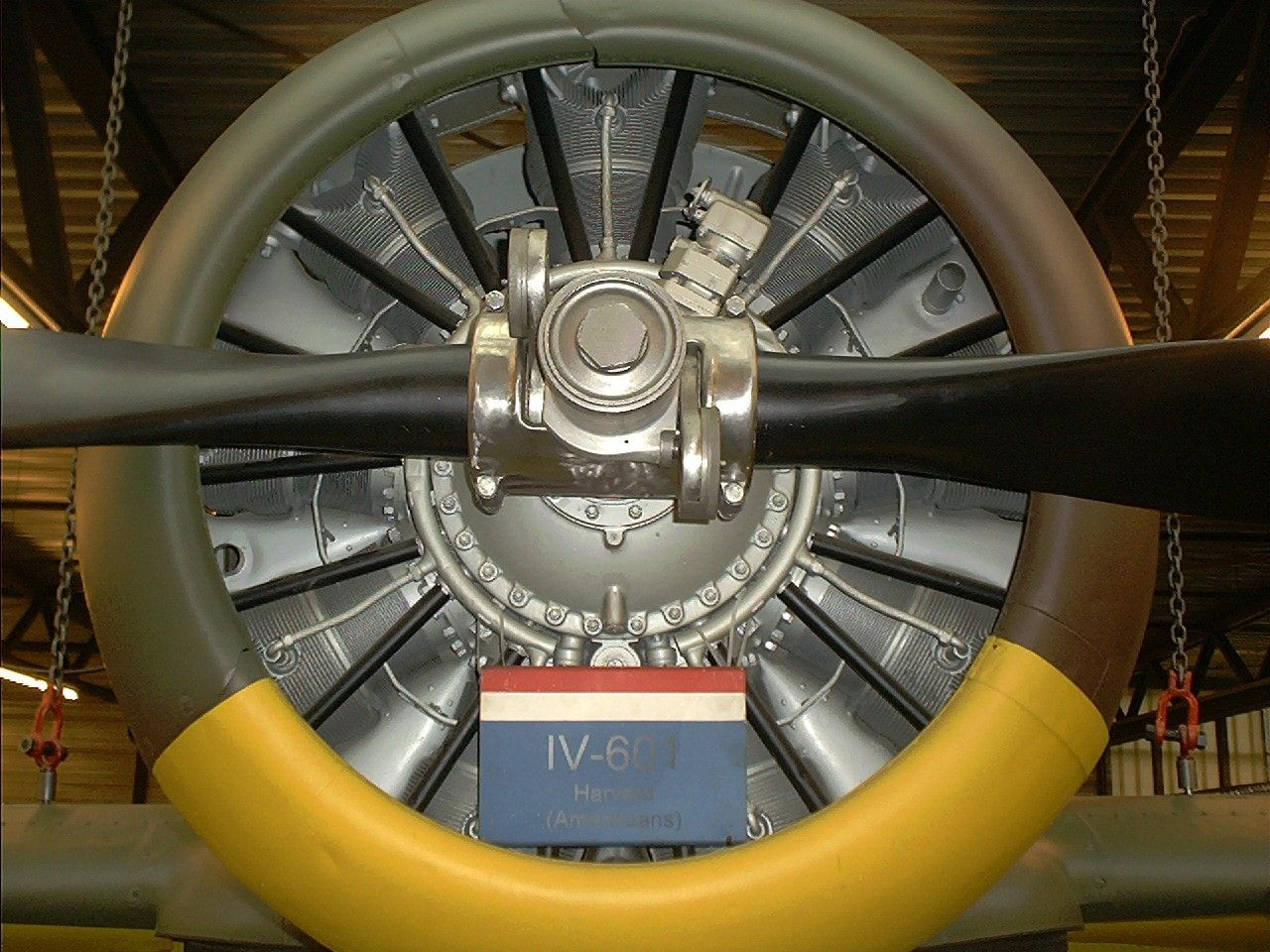
Un R-1340 Wasp installato su un North American T-6 Texan.

Il Pratt & Whitney R-1340 Wasp era un motore aeronautico ampiamente utilizzato nei velivoli di costruzione statunitensi dal 1920 in poi. L'R-1340 è stato il primo motore prodotto dalla Pratt & Whitney ed il primo della famosa serie Wasp.
Era un motore radiale a 9 cilindri sistemati su una singola stella, la cui cubatura, di circa 1.340 pollici cubi, è quella che gli diede la denominazione ufficiale.
Impiegato anche in velivoli di altra nazionalità, in Italia è stato impiegato per motorizzare gli addestratori Fiat G.49, Piaggio P.150 e Aermacchi MB.323, inoltre l'elicottero Agusta-Bell AB 102.

## Versioni
- R-1340-7 — 450 hp (336 kW), 600 hp (447 kW)
- R-1340-8 — 425 hp (317 kW)
- R-1340-9 — 450 hp (336 kW), 525 hp (391 kW)
- R-1340-16 — 550 hp (410 kW)
- R-1340-17 — 525 hp (391 kW)
- R-1340-19 — 600 hp (447 kW)
- R-1340-19F — 600 hp (447 kW)
- R-1340-21G — 550 hp (410 kW)
- R-1340-22 — 550 hp (410 kW)
- R-1340-23 — 575 hp (429 kW)
- R-1340-30 — 550 hp (410 kW)
- R-1340-31 — 550 hp (410 kW)
- R-1340-33 — 600 hp (447 kW)
- R-1340-48 — 600 hp (447 kW)
- R-1340-49 — 600 hp (447 kW)
- R-1340-AN1 — 550 hp (410 kW), 600 hp (447 kW)
- R-1340-AN2 — 550 hp (410 kW), 3:2 geared prop shaft
- R-1340-B — 450 hp (336 kW)
- R-1340-D — 500 hp (373 kW)
- R-1340-S1H1-G — 550 hp (410 kW), 600 (447 kW)
- R-1340-S3H1 — 600 hp (447 kW)

## Velivoli utilizzatori
Australia
- CAC Ceres
- CAC Wirraway

  Canada
- Noorduyn Norseman

 Germania
 Germania
- Heinkel HE 57
- Junkers W 34

 Italia
- Agusta-Bell AB 102 (elicottero)
- Fiat G.49
- Aermacchi MB.323
- Piaggio P.150

 Regno Unito
- Scottish Aviation Twin Pioneer
- Westland Whirlwind (elicottero)

 Stati Uniti
- Air Tractor AT-301
- Ayres Thrush
- Boeing 80
- Boeing F3B
- Boeing F4B
- Boeing P-12
- Boeing P-26
- Boeing P-29
- Consolidated P-30
- Curtiss Falcon
- Curtiss O-52
- Curtiss SOC Seagull
- Curtiss F7C Seahawk
- de Havilland Canada DHC-3 Otter
- Douglas Dolphin
- Fokker F.32 (solo prototipo)
- Ford Trimotor
- Gee Bee R-1
- Lockheed L-10 Electra
- Lockheed Sirius
- Lockheed Vega
- North American BC-1
- North American T-6 Texan
- Northrop C-19 Alpha
- Orenda OE600
- Sikorsky H-19 (elicottero)
- Sikorsky S-38
- Thomas-Morse XP-13 Viper
- Vought O2U Corsair
- Wedell-Williams Model 45